# Rivals (Star Trek: Deep Space Nine)
"Rivals" és l'onzè episodi de la segona temporada de la sèrie de televisió de ciència-ficció estatunidenca Star Trek: Deep Space Nine, el 31è de tota la sèrie. Originalment es va emetre en redifusió a partir del 3 de gener de 1994. L'episodi va ser dirigit per David Livingston en base a un guió de Joe Menosky.
Ambientada al segle XXIV, la sèrie segueix les aventures a Espai Profund 9, una estació espacial situada prop d'un forat de cuc estable entre els Quadrants Alfa i Gamma de la Via Làctia, prop del planeta Bajor, mentre els bajorans es recuperen d'una brutal ocupació de dècades pels imperialistes cardassians. En aquest episodi, un estafador obre un nou bar que competeix amb el de Quark.

## Argumentt
El cap de seguretat Odo tanca El-Aurian Martus Mazur n una cel·la després d'acusar-lo d'estafar a bord d'Espai Profund 9. Mentre és a la seva cel·la, Martus adquireix un dispositiu de joc que altera les lleis de la probabilitat després que el seu company de cel·la, un ancià anomenat Cos, mori. La seva sort canvia i és alliberat del confinament després que la parella d'ancians que va estafar decideixi no presentar càrrecs.
Amb el seu nou i intrigant dispositiu, munta un bar i un casino amb versions més grans del dispositiu original com a màquines de joc. El bar és un èxit i allunya el negoci del bar de Quark. El dispositiu aviat es gira contra ell i ell mateix és enganyat per perdre una gran suma de diners. A més, la parella a qui va estafar canvia d'opinió i presenta càrrecs contra ell. Mentrestant, Miles O'Brien intenta posar-se en forma per poder competir amb Julian Bashir al raquetbol. Com a part d'una estratagema per recuperar el negoci perdut per al bar, Quark aconsegueix enganyar O'Brien i Bashir perquè participin en un torneig públic en què la gent pot apostar. Quan O'Brien té un rendiment anormalment bo, s'adona que hi ha anomalies estadístiques a l'estació. La tripulació descobreix els efectes dels dispositius a l'establiment de Martus, i O'Brien i Bashir acorden cancel·lar la resta del joc. Per evitar més manipulacions amb la probabilitat natural, el comandant Sisko i l'oficial científic Dax destrueixen el dispositiu.

## Actors convidats
- Chris Sarandon - Martus
- Max Grodénchik - Rom
- Rosalind Chao - Keiko O'Brien
- Barbara Bosson - Roana
- K Callan - Alsia
- Albert Henderson - Cos

## Producció
A la història original de Jim Trombetta, Quark hauria obtingut un dispositiu d'una civilització extingida i l'hauria utilitzat per apostar. El dispositiu li hauria portat una gran sort, però a costa d'altres persones. Michael Piller i Joe Menosky van reescriure la història al voltant del personatge Martus Mazur, inventat per Piller. També van afegir la subtrama sobre el concurs entre O'Brien i Bashir. L'havien desenvolupat independentment de "Rivals" i van trobar que era més adequada per a aquest episodi.
Piller originalment tenia la intenció que Martus Mazur fos el fill capriciós de Guinan. Tanmateix, aquesta relació es va eliminar de la versió final del guió, ja que l'aparició prevista de Guinan mai es va materialitzar perquè, contràriament a les esperances inicials, Whoopi Goldberg no estava disponible per al rodatge.

## Recepció
Zack Handlen de The A.V. Club va descriure l'episodi com a "mala televisió que s'encongeix d'espatlles" i "passable". Va criticar la història principal pel "fet que dedica massa temps a un personatge que no hem vist mai abans" i la trama secundària per semblar incompleta i descuidada.
Keith DeCandido de Tor.com va puntuar l'episodi amb un 4 de 10. Va trobar la trama principal decebedora, ja que considerava que Martus Mazur estava completament mal interpretat per Chris Sarandon. Tanmateix, va trobar que la subtrama que involucrava O'Brien i Bashir estava brillantment interpretada, tant per Colm Meaney i Sidig El Fadil, com pels actors secundaris Rosalind Chao i Max Grodénchik.

## Llançaments domèstics
Es va publicar en LaserDisc al Japó el 6 de juny de 1997 com a part de la col·lecció de mitja temporada 2nd Season Vol. 1, que tenia 7 discs de 12" de doble cara. Els discs tenien pistes d'àudio en anglès i japonès.
L'1 d'abril de 2003, la segona temporada de Star Trek: Deep Space Nine es va publicar en discs de vídeo DVD, amb 26 episodis en set discs.
Aquest episodi es va publicar el 2017 en DVD amb la caixa completa de la sèrie, que tenia 176 episodis en 48 discs.